# Пеграм, Уильям
Уильям Ренсом Джонсон Пеграм (William Ransom Johnson Pegram) (26 июня 1841 — 2 апреля 1865) — американский военный, артиллерийский офицер Армии Конфедерации в годы гражданской войны. Прошёл практически все сражения войны на востоке страны и был смертельно ранен в сражении при Файв-Фокс. Брат бригадного генерала Джона Пеграма.

## Ранние годы
Пеграм родился в 1841 году в Ричмонду и был третьим ребёнком из пяти в семье генерала вирджинского ополчения Джеймса Веста Пеграма и Виргинии Энн Пеграм. Его дедом был конгрессмен и генерал-майор Джон Пеграм, участник войны 1812 года. Джеймс Пеграм погиб в 1844 году во время взрыва парохода Lucy Walker на реке Огайо. Мать Пеграма была дочерью полковника Уильяма Ренсома Джонсона, и назвала сына именем своего отца. У Пеграма было два старших брата: Джон Пеграм (1832—1865), будущий бригадный генерал, и Джеймс Пеграм, будущий майор и адъюант при нескольких генералах. У Пеграма было так же две младшие сестры: Мэри Эванс, (впоследствии вторая жена Джозефа Андерсона) и Виргиния Джонсон (впоследствии жена полковника Дэвида Макинтоша).
Пеграм был крещен 31 марта 1842 года в Монументал-Чёч в Ричмонде.

## Гражданская война
17 апреля 1862 года, через день после сецессии Вирджинии, Пеграм покинул колледж, прибыл в Ричмонд (18 апреля) и вступил в армию в звании сержанта. Он вскоре перевёлся в артиллерийскую батарею Линдси Уокера, а затем стал лейтенантом Purcell battery. Его первым сражением стало Первое сражение при Булл-Ран, где батарея была задействована лишь частично. 23 августа 1861 года он участвовал в перестрелке с федеральными пароходами на реке Потомак.
Ранней весной 1862 года капитан Уокер стал майором и возглавил батальон из девяти батарей, а лейтенант Пеграм стал капитаном и возглавил Purcell battery. Он писал сестре Дженни, что ещё не привык к званию капитана, и всякий раз, когда к нему обращались по званию, по привычке оглядывался в писках капитана Уокера. В его батарее числилось 6 орудий и 150 человек. В апреле и мае его батарея была придана бригаде Чарльза Филда во Фредериксберге, поэтому он пропустил сражение при Севен-Пайнс.
В июне бригада Филда вошла в состав Лёгкой дивизии генерала Хилла. 26 июня началось первое серьёзное сражение в карьере Пеграма - сражение при Бивердем-Крик. Бригада Филда наступала в авангарде дивизии. Около Механиксвилла его батарея попала под огонь нескольких батарей противника, но продержалась до темноты. В этом сражении Пеграм потерял два орудия и 47 человек убитыми и ранеными.
Несмотря на потери, батарея Пеграма активно сражалась при Гейнс-Милл, при Саваж-Стейшен и при Малверн-Хилл. В последнем сражении его батарея вместе с батареей Мурмана вела огонь по противнику, а когда батарея Мурмана отступила, Пеграм остался один на один с превосходящими силами противника и вёл огонь даже тогда, когда у него осталось одно орудие. Генерал Хилл писал что Пеграм отлично выполнил свою работу, и рекомендовал его к поощрению за храбрость. По окончании Семидневной битвы батарея Пеграма потеряла 7 человек убитыми и 53 ранеными.
В начале Северовирджинской кампании дивизия Хилла была направлена в Северную Вирджинию и включена в армию Томаса Джексона. 9 августа 1862 года началось сражение у Кедровой горы; Джексон попал в трудное положение, но в критический момент подошла дивизия Хилла. Линдси Уокер не нашёл места для всего своего батальона, поэтому ввёл в бой только батареи Пеграма и Флита. Батареи развернулись левее позиций бригады Эрли всего в 150 мерах от линий противника, почти без пехотного прикрытия. Федералы попытались атаковать батарею, но Эрли успел выдвинуть свою бригаду и прикрыть её. Пеграм вёл огонь двойной картечью и удерживал позицию почти полчаса, пока не отступила вся пехотная бригада кроме 13-го Вирджинского полка.